# Wang Xizhi
Wang Xizhi [wǎŋ ɕí. ʈʂɻ̩́]; kitajsko: 王羲之  kitajski kaligraf * 303 po Kr., Linyi, poveljništvo Langya (Kitajska), † 361 po Kr.

## Življenjepis
Vse od rojstva v Linyiju je Wang pripadal močnemu klanu Wang iz Langyje. Po padcu zahodne dinastije Jin se je 10-letni Wang skupaj s svojim klanom preselil južneje, kjer je v današnjih Shaoxingu in Wenzhouu preživel večino svojega časa. Wang Xizhi je najbolje poznan po svoji mojstrski kitajski kaligrafiji, katere umetnost ga je naučila Wei Shuo. Velja celo za najboljšega kitajskega kaligrafa v kitajski zgodovini. Obvladal je vse tehnike kitajske kaligrafije, njegova posebnost pa je bila vrsta pisave, imenovana tekoči skript, poznana tudi pod imenom pol poševni skript. Zaradi izjemne natančnosti ga uvrščamo v skupino štirih talentiranih kitajskih kaligrafov.  
O njem je znano tudi, da je neizmerno občudoval gosi. Omamljeno je gledal vanje, medtem ko so čofotale v reki. Ta opazovanja je kasneje tudi prenesel na svoj slog pisanja. Legenda pravi, da naj bi ugotovil, da je ključ do obračanja zapestja med pisanjem bilo opazovanje, kako gosi obračajo svoje vratove.

## Glavna dela
Dela Wang Xizhija veljajo za izredno ekspresivna, za njih velja, da je mojster svoja čustva in razpoloženja zlival na papir v lastnem slogu pisave, ki naj bi, po besedah kasnejših raziskav, kar vzkipeval od življenja. Nobeno Wangovo delo se ni ohranilo v originalni obliki. Vseh 21 poznanih del so kopije njegovih mojstrovin, ki pa zameglijo Wangovo popolnost v kaligrafiji. Med njegova pomembna dela uvrščamo Predgovor poeziji, napisani v pavilijonu orhidej in skript Mei Zhi Tie, ki je ime dobil po uvodni besedi meizhi, ki pomeni mladost. Vredno omembe je tudi Shang Yu Tie, skript 58-ih znakov, ki je Wangovo pismo prijatelju, v katerem Wang piše o zdravju in počutju. Wangov slog pisave v pismu naznanja prikaz novih tehnik v kaligrafiji in opuščanje stare tradicionalne tehnike pisanja.  

### Lanting XualiPredgovor poeziji, napisani v pavilijonu orhidej
Najbolj pomembno delo kaligrafa Wang Xizhija je Lanting Xu ali Predgovor poeziji, napisani v paviljonu orhidej, ki ga je cesar Taizong iz dinastije Tang oboževal tako močno, da je originalno delo pokopano z njim. 

#### O nastanku dela
Delo je bilo skomponirano in napisano leta 353 v pavilijonu orhidej, v katerega je kaligraf zahajal s svojimi prijatelji in znanci. Prijatelji so se razdelili na dve strani reke in po njej spustili papirnate kozarčke vina. Ko se je kozarček pred kom ustavil, je bil ta primoran napisati pesem. Če pesem ni bila dovolj dobra ali pa je pisec ni uspel dokončati, je moral za kazen piti. Na koncu dneva je 26 udeležencev napisalo 35 pesmi in medtem popilo veliko močnega vina. Wang je kasneje delo poskušal še spremeniti, a nič ni prekašalo spontanosti takratne mojstrovine.

## Seznam del
- Predgovor poeziji, napisani v paviljonu orhidej
- Mei Zhi Tie
- Shang Yu Tie
- Pripoved o Yue Yiju
- Rumena sodna klasika
- Komentarji na Portret Dongfang Shuoja
- Opomini imperialnega mentorja cesarju
- Zastavna izjava